# Rendimiento académico

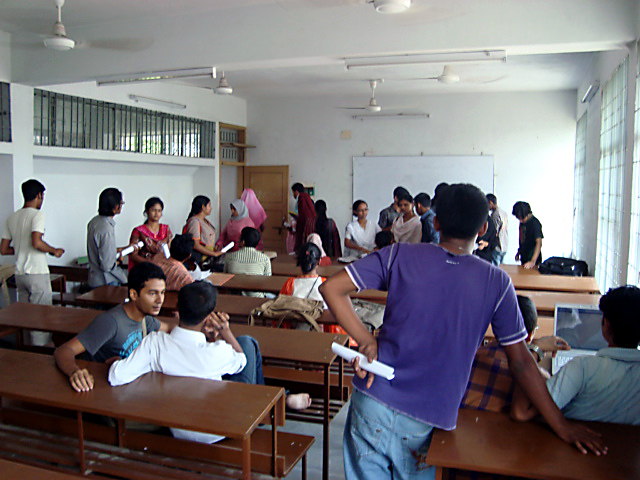
Un aula con alumnado. El rendimiento académico de un alumno es su nivel de notas.

El rendimiento académico, desempeño académico, desempeño escolar o rendimiento escolar en principio es el nivel de notas (calificaciones) que un estudiante ha obtenido, normalmente en un año académico, o a lo largo de una etapa educativa (primaria, secundaria o universitaria). Si las notas son buenas se hablaría de buen rendimiento académico, y si son malas, de un rendimiento académico bajo, deficiente o insuficiente. 
Por extensión también se puede hablar del rendimiento académico de un grupo de estudiantes, de un profesor o de una institución, valorando en qué medida alcanzan sus metas educativas a corto o largo plazo.
Estas calificaciones se obtienen habitualmente a través de exámenes o evaluaciones continuas, pero no hay un acuerdo general sobre cuál es la forma óptima de evaluar el rendimiento académico o qué aspectos son más importantes: si el conocimiento procedimental, como las habilidades, o el conocimiento declarativo, como los hechos. Además, no hay resultados concluyentes sobre qué factores individuales del estudiante (por ejemplo la inteligencia, la fluidez verbal...) predicen estadísticamente el rendimiento académico. Cuando se desarrollan modelos de rendimiento escolar, deben tenerse en cuenta aspectos como la ansiedad ante los exámenes, el entorno, la motivación o las emociones.
En California, el desempeño de las escuelas se mide mediante el Índice de rendimiento académico.
Cuando el rendimiento académico es muy alto se hablaría de excelencia, como logro realmente alcanzado por determinados estudiantes o como objetivo de la institución o el sistema educativos.

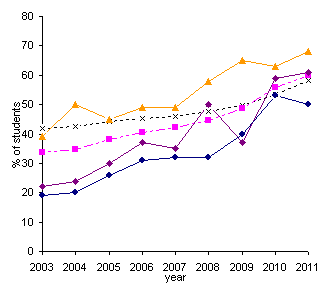
Cuadro comparativo de resultados del Certificado General de Educación Secundaria (GCSE) (Reino Unido) en la localidad inglesa de Bishop Auckland.

## Factores que influyen en el rendimiento académico

### Diferencias individuales
Las diferencias individuales en el rendimiento académico se han relacionado con diferencias en la inteligencia y la personalidad. Los estudiantes con mayor cociente intelectual (CI), como lo demuestran las pruebas de CI, y mayor concienciación (vinculados al esfuerzo y la motivación de logro) tienden a obtener buenos resultados académicos. Un metaanálisis reciente sugirió que la curiosidad intelectual tiene una influencia importante en el rendimiento académico, además de la inteligencia y la concienciación.
El entorno de aprendizaje semiestructurado en el hogar de los niños se transforma en un entorno de aprendizaje más estructurado cuando comienzan la educación primaria. Si al principio tienen buen rendimiento académico es más probable que en etapas posteriores siga alto.
La "socialización académica de los padres" es un término que describe la forma en que los padres influyen en el rendimiento académico de sus hijos al moldear sus habilidades, comportamientos y actitudes hacia la escuela. Los padres influyen académicamente en sus hijos a través del entorno que crean para ellos y de su discurso hacia ellos (cómo les hablan, qué les dicen, qué les preguntan). La socialización académica puede verse influida por el nivel socioeconómico de los padres. Los padres con un alto nivel educativo crean para sus hijos entornos intelectualmente más estimulantes (pueden facilitarles libros, tienen tiempo para leerles, etc.). Además, investigaciones recientes indican que la calidad de la relación de los hijos con los padres influirá en el desarrollo de la autoeficacia académica de los adolescentes, lo que a su vez afectará su rendimiento académico.
Los primeros años de vida de los niños son fundamentales para el desarrollo del lenguaje y de las habilidades sociales. La preparación escolar en estas áreas ayuda a los estudiantes a amoldarse a las expectativas académicas. La importancia de las relaciones sociales en los contextos educativos es ampliamente reconocida, particularmente en cómo estas relaciones influyen en el aprendizaje y el rendimiento académico. Cabe destacar que la característica de reciprocidad dentro de las relaciones sociales entre niños se ha asociado con un mejor rendimiento académico.
Los estudios han demostrado que el ejercicio físico puede aumentar la actividad neuronal en el cerebro, potenciando las funciones cerebrales ejecutivas como la capacidad de atención y la memoria de trabajo; y mejorar el rendimiento académico tanto en niños de escuela primaria  como en estudiantes universitarios de primer año.

### Factores no cognitivos
Los factores no cognitivos, o habilidades no cognitivas, son un conjunto de «actitudes, comportamientos y estrategias» que promueven el éxito académico y profesional, como la autoeficacia académica, el autocontrol, la motivación, las expectativas, el establecimiento de objetivos, la inteligencia emocional y la determinación. Para llamar atención sobre otros factores diferentes de los medidos por las pruebas cognitivas, los sociólogos Bowles y Gintis acuñaron el término "factores no cognitivos" en la década de 1970. Sirve para distinguirlos de los factores cognitivos que miden los docentes mediante pruebas y cuestionarios. Las habilidades no cognitivas recaban cada vez mayor atención porque proporcionan una mejor explicación de los resultados académicos y profesionales.

#### Motivación
La motivación es lo que anima a un individuo a actuar. Las investigaciones han demostrado que los estudiantes con mayor rendimiento académico, motivación y persistencia utilizan objetivos intrínsecos (estudian algo porque les gusta) en lugar de extrínsecos (estudian algo para obtener después un buen trabajo). Además, los estudiantes que están motivados para mejorar su desempeño actual o futuro tienden a un mejor desempeño académico que sus compañeros con menor motivación. En otras palabras, los estudiantes con mayor necesidad de logro tienen un mayor rendimiento académico.

#### Autocontrol
El autocontrol, en el ámbito académico, está relacionado con la autodisciplina, la autorregulación, la demora de la gratificación y el control de los impulsos. Baumeister, Vohs y Tice definieron el autocontrol como «la capacidad de alterar las propias respuestas, especialmente para alinearlas con estándares tales como ideales, valores, morales y expectativas sociales, y para apoyar el logro de objetivos a largo plazo». En otras palabras, el autocontrol es la capacidad de priorizar los objetivos a largo plazo sobre la tentación de los impulsos a corto plazo. El autocontrol se mide generalmente a través de estudios con autoinformes. Los investigadores a menudo utilizan la escala de autocontrol desarrollada por Tangney, Baumeister y Boone en 2004.
A través de un estudio longitudinal de la prueba del malvavisco, los investigadores encontraron una relación entre el tiempo pasado esperando el segundo malvavisco y un mayor rendimiento académico. Sin embargo, este hallazgo sólo se aplicó a los participantes que tenían el malvavisco a la vista y con los que no se empleó ninguna táctica de distracción.
Un alto nivel de control, en el que un individuo atribuye el éxito a la toma de decisiones personales y a comportamientos positivos como la disciplina, es una ramificación del autocontrol. Se ha descubierto que un alto nivel de control tiene una relación predictiva positiva con el promedio de notas universitarias (GPA por las siglas de grade point average).

### Actividades extracurriculares
Las actividades extraescolares (también llamadas extracurriculares) organizadas o las actividades culturales han demostrado tener una relación positiva con un alto rendimiento académico, reflejado en un aumento en las tasas de asistencia, mayor participación escolar, mejor promedio de notas y paso a la educación postsecundaria, así como una disminución en las tasas de abandono escolar y de depresión. Además, se han encontrado resultados positivos en el desarrollo de jóvenes que participan en actividades extracurriculares organizadas. Se ha vinculado el atletismo en la educación secundaria con un buen desempeño académico, particularmente entre los jóvenes urbanos. Sin embargo, la participación en actividades deportivas también se ha relacionado con un mayor consumo y abuso de alcohol entre los estudiantes de secundaria, y un mayor absentismo escolar.
Si bien las investigaciones sugieren que existe un vínculo positivo entre el rendimiento académico y la participación en actividades extraescolares, no siempre está claro qué actividades hay que proporcionar a determinados estudiantes, y con qué frecuencia, para aumentar su rendimiento académico. Además, hay muchos factores que influyen en la relación entre el rendimiento académico y la participación en actividades extracurriculares (Mahoney et al., 2005), como compromiso cívico, desarrollo de la identidad,  comportamientos sociales o salud mental (Mahoney et al., 2005). 
En otras investigaciones sobre jóvenes se concluyó que el apoyo social positivo y el desarrollo adquiridos a través de actividades extraescolares resultaban beneficiosos para el rendimiento académico (Eccles y Templeton, 2002). 
En términos de rendimiento académico existen numerosas variables que deben tenerse en cuenta, como influencias demográficas y familiares, características individuales, recursos o contenido específico del programa (Mahoney et al., 2005). Por ejemplo, se ha descubierto que el estatus socioeconómico influye en el número de estudiantes que participan en actividades extracurriculares (Covay y Carbonaro, 2010). Además, se sugiere que las relaciones entre compañeros que se desarrollan en estas actividades a menudo afectan el desempeño de los individuos en la escuela (Eccles y Templeton, 2002). 
Con todas estas variables, es importante comprender mejor cómo el rendimiento académico puede verse afectado, tanto positiva como negativamente, por las actividades extracurriculares.
En conclusión, la mayoría de las investigaciones sugieren que las actividades extracurriculares están correlacionadas positivamente con el rendimiento académico (Mahoney et al., 2005). Se ha mencionado que se podrían realizar más investigaciones para comprender mejor las características de esta relación (Eccles y Templeton, 2002). 

### Acciones educativas exitosas
Existen experiencias analizadas por proyectos de investigación que muestran cómo la incorporación de Acciones Educativas de Éxito (SEAs por sus siglas en inglés pluralizadas) en centros educativos con alto absentismo escolar están contribuyendo a la mejora del rendimiento académico.